# Сезон ФК «Дніпро» (Дніпропетровськ) 1983
Сезон ФК «Дніпро» (Дніпропетровськ) 1983 — переможний сезон футбольного клубу «Дніпро» у футбольних змаганнях СРСР. 

## Склад команди
| №  | Поз. | Нац. | Гравець            |
| -- | ---- | ---- | ------------------ |
| 1  | ВР   |      | Сергій Краковський |
| 2  | ЗХ   |      | Андрій Бобриков    |
| 3  | ЗХ   |      | Валерій Зуєв       |
| 4  | ЗХ   |      | Петро Кутузов      |
| 5  | ЗХ   |      | Олександр Лисенко  |
| 6  | ЗХ   |      | Анатолій Назаренко |
| 7  | ЗХ   |      | Микола Павлов      |
| 8  | ЗХ   |      | Сергій Пучков      |
| 9  | ЗХ   |      | Володимир Устинов  |
| 10 | ЗХ   |      | Олександр Червоний |
| 11 | ПЗ   |      | Володимир Лютий    |
| 12 | ПЗ   |      | Юрій Миргородський |

| №  | Поз. | Нац. | Гравець             |
| -- | ---- | ---- | ------------------- |
| 13 | ПЗ   |      | Олександр Погорєлов |
| 14 | ПЗ   |      | Олег Протасов       |
| 15 | ПЗ   |      | Олег Таран          |
| 16 | НП   |      | Володимир Багмут    |
| 17 | НП   |      | Андрій Ділай        |
| 18 | НП   |      | Володимир Кобзарев  |
| 19 | НП   |      | Віктор Кузнецов     |
| 20 | НП   |      | Геннадій Литовченко |
| 21 | НП   |      | Олег Серебрянський  |
| 22 | НП   |      | Володимир Устимчик  |
| 23 | НП   |      | Микола Федоренко    |

### Заявка команди[1]
Начальник команди - заслужений тренер УРСР Жиздик Геннадій Опанасович

Старший тренер - заслужений тренер УРСР Ємець Володимир Олександрович

Тренери:

- майстер спорту Колтун Леонід Якович,
- Жучков Євген Іванович,
- майстер спорту Азаренков Анатолій Олександрович.

Воротарі:

- майстер спорту Краковський Сергій Вікторович (1960 року народження) 23 роки, 49 матчів у вищій лізі.
- Консевич Віктор Феліксович (1956 р.н.) 27 років, 20 матчів у вищій лізі.
- Ємець О. (1963 р.н.) 20 років, у вищій лізі не грав.

Захисники:

- майстер спорту Зуєв Валерій Леонідович (1952 р.н.) 31 рік, 143 матчі та 1 гол у вищій лізі.
- Лисенко Олександр Петрович (1956 р.н.) 27 років, 95 матчів та 11 голів у вищій лізі.
- Кутузов Петро Васильович (1955 р.н.) 28 років, 58 матчів у вищій лізі.
- Ділай Андрій Петрович (1958 р.н.) 25 років, 41 матч у вищій лізі.
- Устинов Володимир Олександрович (1956 р.н.) 27 років, 26 матчів у вищій лізі.
- Бобриков Андрій (1960 р.н.) 23 роки, 7 матчів у вищій лізі.
- Таран Вадим Володимирович (1965 р.н.) 18 років, у вищій лізі не грав.
- Миргородський Юрій Тихонович (1962 р.н.) 21 рік, 1 матч у вищій лізі.
- Червоний Олександр Володимирович (1962 р.н.) 21 рік, у вищій лізі не грав.
- Шарипко Ю. (1965 р.н.) 18 років, у вищій лізі не грав.

Півзахисники:

- Устимчик Володимир Костянтинович (1952 р.н.) 31 рік, 246 матчів та 29 голів у вищій лізі.
- Федоренко Микола Іванович (1955 р.н.) 28 років, 186 матчів та 29 голів у вищій лізі.
- майстер спорту Павлов Микола Петрович (1954 р.н.) 29 років, 158 матчів та 2 голи у вищій лізі.
- Серебрянський Олег Васильович (1955 р.н.) 28 років, 55 матчів та 3 голи у вищій лізі.
- Литовченко Геннадій Володимирович (1963 р.н.) 20 років, 40 матчів та 5 голів у вищій лізі.
- Кобзарєв Володимир Олександрович (1957 р.н.) 26 років, 43 матчі у вищій лізі.
- Кузнецов Віктор Михайлович (1961 р.н.) 22 роки, 9 матчів у вищій лізі.
- Кривенко Олег Миколайович (1965 р.н.) 18 років, у вищій лізі не грав.

Нападники:

- Погорєлов Олександр Георгійович (1952 р.н.) 31 рік, 150 матчів та 39 голів у вищій лізі.

## Підготовка до сезону
Команда почала підготовку до сезону індивідуальною підготовкою гравців упродовж 20 днів, в ході якої вони працювали над загальною витривалістю.

## Кубок СРСР
Локомотив (Москва) був номінальним господарем у матчі 1/16 в Дніпропетровську.
| Раунд 2 (1/16) 24 лютого 1983 | Локомотив (Москва) | 0–2         | Дніпро                 | Дніпропетровськ                                        |  |
| 18:30 -4 °C |                    | [ 4 ] [ 3 ] | Таран 47' Кузнецов 79' | Стадіон: "Метеор" Глядачі: 6,000 Суддя: Олексій Балаян |  |
| Консевич, Устинов, Ділай, Миргородський, Лисенко, Павлов, Кузнецов, Литовченко (Федоренко, 85), Устимчик (Серебрянський, 88), Погорєлов, Таран |                    |             |                        |                                                        |  |

Перед матчем 1/8 групі футболістів "Дніпра" були вручені значки майстрів спорту, за участь в минулорічному півфіналі Кубка СРСР.
| Раунд 3 (1/8) 3 березня 1983 | Дніпро                                | 3–1         | Торпедо (Москва) | Дніпропетровськ                                    |  |
| 18:00 -7 °C | Погорєлов 7' Таран 12' Литовченко 83' | [ 6 ] [ 5 ] | Галайба 73'      | Стадіон: "Метеор" Глядачі: 3,600 Суддя: М. Мкртчян |  |
| Краковський, Устинов, Ділай, Зуєв, Лисенко, Павлов, Кузнецов, Федоренко (Литовченко, 72), Устимчик, Погорєлов, Таран (Протасов, 86) |                                       |             |                  |                                                    |  |

Матч 1/4 проходив в залі на синтетичному покритті із вузьким полем, що додало незручностей команді "Дніпро". За підсумком цього матчу команда "Дніпро" вибула з Кубку СРСР.
| Раунд 4 (1/4) 12 березня 1983 | ЦСКА (Москва)             | 2–1         | Дніпро        | Москва                                                                              |  |
| 18:00 зал | Тарханов 55' Тарханов 58' | [ 8 ] [ 7 ] | Погорєлов 56' | Стадіон: Легкоатлетично-футбольний комплекс ЦСКА Глядачі: 4,500 Суддя: Е. Азім-заде |  |
| Консевич, Устинов, Ділай, Кутузов, Лисенко, Павлов, Кузнецов, Федоренко (Литовченко, 46), Устимчик, Погорєлов, Таран (Протасов, 65) |                           |             |               |                                                                                     |  |

## Чемпіонат СРСР з футболу

### Детальні звіти матчів чемпіонату
| 1-й тур 26 березня 1983 | Динамо (Москва) | 1–0          | Дніпро | Москва                                                                   |  |
| 17:00 зал | Молодцов 37'    | [ 9 ] [ 10 ] |        | Стадіон: Спорткомплекс "Олімпійський" Глядачі: 8,000 Суддя: Е. Азім-заде |  |
| Краковський, Устинов, Ділай, Павлов, Лисенко, Кобзарєв (Миргородський, 46), Кузнецов, Литовченко, Устимчик, Погорєлов, Протасов (Таран, 65) |                 |              |        |                                                                          |  |

У матчі другого туру не взяли участь травмований Кузнецов та хворий Кутузов.
| 2-й тур 31 березня 1983 | Спартак (Москва) | 1–1           | Дніпро       | Москва                                                             |  |
| 19:00 зал | Родіонов 15'     | [ 11 ] [ 12 ] | Устимчик 43' | Стадіон: Спорткомплекс "Олімпійський" Глядачі: 7,500 Суддя: В. Жук |  |
| Краковський, Устинов, Ділай, Миргородський, Лисенко, Павлов, Федоренко, Литовченко, Устимчик, Погорєлов, Протасов (Таран, 72) |                  |               |              |                                                                    |  |

В 3-му турі до основного складу повернувся Кузнецов, не повністю залікувавши травму. Не грав Погорєлов, замість нього повний матч одіграв Таран.
| 3-й тур 4 квітня 1983 | Дніпро    | 1–0           | Зеніт (Ленінград) | Дніпропетровськ                   |  |
| 18:30 17 °C | Таран 57' | [ 13 ] [ 14 ] |                   | Стадіон: "Метеор" Глядачі: 28,500 |  |
| Краковський, Устинов, Ділай, Миргородський, Лисенко, Павлов, Кузнецов, Литовченко, Устимчик, Протасов (Лютий, 85), Таран |           |               |                   |                                   |  |

У матчі 4-го туру не брали участь Литовченко і Протасов, які були викликані до молодіжної збірної СРСР. Устимчик провів свій ювілейний 250-й матч у вищій лізі.
| 4-й тур 8 квітня 1983 | Дніпро                 | 2–1           | Пахтакор (Ташкент) | Дніпропетровськ                   |  |
| 18:30 17 °C ясно | Устимчик 54' Лютий 81' | [ 15 ] [ 16 ] | Амрієв 69'         | Стадіон: "Метеор" Глядачі: 19,300 |  |
| Краковський, Устинов, Ділай, Миргородський, Лисенко, Павлов, Кузнецов, Федоренко, Устимчик, Погорєлов (Лютий, 75), Таран |                        |               |                    |                                   |  |

У матчі 5-го туру знов зіграв Кобзарєв.
| 5-й тур 15 квітня 1983 | Нефтчі (Баку)                             | 2–2           | Дніпро                    | Баку                                              |  |
| 20 °C ясно | Пономарьов 24' Пономарьов 77, з пенальті' | [ 17 ] [ 18 ] | Кузнецов 13' Кузнецов 87' | Стадіон: Республіканський стадіон Глядачі: 17,200 |  |
| Краковський, Устинов, Ділай, Миргородський, Лисенко, Павлов, Кузнецов, Кобзарєв (Федоренко, 46) , Устимчик, Погорєлов, Таран (Лютий, 70) |                                           |               |                           |                                                   |  |

В 6-му турі знов зіграв Зуєв та вперше в сезоні грав Серебрянський.
| 6-й тур 19 квітня 1983 | Динамо (Тбілісі)                       | 3–1           | Дніпро    | Тбілісі                           |  |
| 9 °C перед матчем дощ | Шенгелія 33' Джохадзе 37' Шенгелія 74' | [ 20 ] [ 21 ] | Лютий 61' | Стадіон: "Динамо" Глядачі: 15,200 |  |
| Краковський, Устинов, Ділай, Зуєв, Лисенко, Павлов, Кузнецов, Федоренко (Серебрянський, 46) , Устимчик, Погорєлов, Таран (Лютий, 46) |                                        |               |           |                                   |  |

В 7-му турі знов зіграли Литовченко і Протасов, перший в кар'єрі матч у вищій лізі зіграв Червоний.
| 7-й тур 29 квітня 1983 | Дніпро | 0–0           | Торпедо (Кутаїсі) | Дніпропетровськ                  |  |
| 22 °C перед грою дощ |        | [ 22 ] [ 23 ] |                   | Стадіон: "Метеор" Глядачі: 7,500 |  |
| Краковський, Червоний, Ділай, Зуєв, Лисенко (Серебрянський, 46), Павлов, Кузнецов, Литовченко, Устимчик, Погорєлов, Протасов (Лютий, 46) |        |               |                   |                                  |  |

У 8-му турі знов зіграли Кутузов і Таран, вперше в сезоні грав Бобриков. Гол з пенальті Павлова став 300-м голом "Дніпра" у вищій лізі.
| 8-й тур 2 травня 1983 | Дніпро                                                                      | 4–0           | Арарат (Єреван) | Дніпропетровськ                  |  |
| 24 °C хмарно | Павлов 19, з пенальті' Погорєлов 36' Саакян 65, у свої ворота' Устимчик 84' | [ 24 ] [ 23 ] |                 | Стадіон: "Метеор" Глядачі: 7,100 |  |
| Краковський, Червоний, Ділай, Кутузов, Бобриков, Павлов, Кузнецов, Серебрянський (Литовченко, 65), Устимчик, Погорєлов, Таран (Лютий, 69) |                                                                             |               |                 |                                  |  |

Матч 9-го туру "Металіст" (Харків) - "Дніпро" (Дніпропетровськ) запланований на 7 травня, однак був перенесений на 20 червня у зв'язку із участю "Металіста" 8 травня у фіналі Кубку СРСР.
У 10-му турі знов зіграв Федоренко.
| 10-й тур 13 травня 1983 | Динамо (Київ)                     | 2–1           | Дніпро       | Київ                                              |  |
| 25 °C ясно | Заваров 14' Буряк 37, з пенальті' | [ 25 ] [ 26 ] | Кузнецов 41' | Стадіон: Республіканський стадіон Глядачі: 21,000 |  |
| Краковський, Червоний, Ділай, Кутузов, Литовченко (Федоренко, 81), Павлов, Кузнецов, Серебрянський, Устимчик, Погорєлов (Лютий, 69), Таран |                                   |               |              |                                                   |  |

### Календар чемпіонату СРСР
| Тур | Команда              | Рахунок | Тур | Команда               | Рахунок | Тур | Команда               | Рахунок |
| --- | -------------------- | ------- | --- | --------------------- | ------- | --- | --------------------- | ------- |
| 1   | «Динамо» (Москва)    | 1:0     | 13  | «Динамо» (Мінськ)     | 1:2     | 25  | «Металіст» (Харків)   | 2:1     |
| 2   | «Спартак» (Москва)   | 1:1     | 14  | «Жальгіріс» (Вільнюс) | 2:1     | 26  | «Динамо» (Київ)       | 2:1     |
| 3   | «Зеніт» (Ленінград)  | 1:0     | 15  | «Шахтар»              | 3:2     | 27  | ЦСКА (Москва)         | 0:2     |
| 4   | «Пахтакор» (Ташкент) | 2:1     | 16  |                       |         | 28  | «Торпедо» (Москва)    | 3:0     |
| 5   | «Нефтчі» (Баку)      | 2:2     | 17  | «Чорноморець» (Одеса) | 2:0     | 29  | «Динамо» (Мінськ)     | 2:1     |
| 6   | «Динамо» (Тбілісі)   | 3:1     | 18  | «Ністру» (Кишинів)    | 6:0     | 30  | «Жальгіріс» (Вільнюс) | 3:1     |
| 7   | «Торпедо» (Кутаїсі)  | 0:0     | 19  | «Зеніт» (Ленінград)   | 2:2     | 31  | «Шахтар»              | 1:3     |
| 8   | «Арарат» (Єреван)    | 4:0     | 20  | «Пахтакор» (Ташкент)  | 0:1     | 32  |                       |         |
| 9   | «Металіст»           | 1:1     | 21  | «Нефтчі» (Баку)       | 1:0     | 33  | «Чорноморець» (Одеса) | 1:0     |
| 10  | «Динамо» (Київ)      | 2:1     | 22  | «Динамо» (Тбілісі)    | 2:1     | 34  | «Ністру» (Кишинів)    | 0:1     |
| 11  | ЦСКА (Москва)        | 1:2     | 23  | «Торпедо» (Кутаїсі)   | 2:3     | 35  | «Динамо» (Москва)     | 3:1     |
| 12  | «Торпедо» (Москва)   | 2:1     | 24  | «Арарат» (Єреван)     | 0:2     | 36  | «Спартак» (Москва)    | 4:2     |

Примітка

Блакитним кольором виділені домашні ігри.

### Турнірна таблиця
| Місце | Команда            | Ігор | В  | Н | П | РМ    | Очок |
| ----- | ------------------ | ---- | -- | - | - | ----- | ---- |
| 1     | «Дніпро»           | 34   | 22 | 5 | 7 | 63-36 | 49   |
| 2     | «Спартак» (Москва) | 34   | 18 | 9 | 7 | 60-25 | 45   |
| 3     | «Динамо» (Мінськ)  | 34   | 17 | 9 | 8 | 51-34 | 43   |